# Juif assimilé
Pour un Juif, l'assimilation (en hébreu : התבוללות, hitbolelout) est un processus au cours duquel il abandonne tout ou partie de son identité juive au profit des pratiques de sa société d'adoption.
Important durant l'Antiquité quand se développe le judaïsme hellénistique, le phénomène devient marginal jusqu’à l’ère moderne car des mesures sont prises pour ségréguer les Juifs des sociétés ambiantes, et l’accès à celles-ci implique le plus souvent d’abandonner le judaïsme. Dès le XVIIIe siècle en revanche, les Lumières et leurs épigones juifs de la Haskala établissent un programme d’acculturation destiné à obtenir ou faciliter l’émancipation des Juifs dans les sociétés occidentales — ce programme s’accompagne d’un abandon massif des pratiques juives voire, parfois, de la société juive. L’assimilation, activement recherchée par ceux qui visent à une plus grande mobilité sociale, est donc rapidement considérée de manière péjorative par les tenants d'une définition sociale ou religieuse du fait juif qui considèrent qu’elle mène à la disparition du peuple juif.

## Historique
La Bible décrivant les débuts du peuple d’Israël, elle ne s’attarde pas sur leurs caractéristiques culturelles. S’ils mangent à part des Égyptiens, c’est que leur mode de vie pastoral est vu en Égypte comme une abomination. Nombre de prescriptions bibliques ont en revanche parmi d’autres conséquences une forte différentiation ethnique : les Israélites s’abstiennent de consommer le nerf sciatique des bêtes abattues, ne consomment d’ailleurs pas de n’importe quelle chair, et se voient expressément prohiber les unions entre proches pratiquées dans le pays dont ils sont sortis et celui dans lequel ils comptent s’installer. Les unions en dehors d’Israël sont fortement découragées pour des raisons cultuelles avant d’être activement combattues par Esdras et Néhémie.
Le phénomène est présent et documenté à toutes les époques. Abigail Franks, juive ashkénaze vivant dans le New-York colonial du XVIIIe siècle se désole, dans la correspondance qu'elle entretient avec son fils, du mariage de sa fille avec l'héritier d'une famille de marchands huguenots. Alors qu'elle-même a toujours respecté les rites juifs, ses enfants font des mariages interconfessionnelss et s'assimilent. À la fin du XVIIIe siècle, aucun de ses descendants n'est de confession juive.
Aux États-Unis, selon une étude du Pew Research Center de 2013, 44 % des Juifs déclarent être mariés à des non-Juifs. Ce nombre monte à 58 % pour les mariages conclus après 2005.